# Decasia
Decasia es una película experimental estadounidense de 2002 dirigida por Bill Morrison, con una partitura original de Michael Gordon. En 2013 fue incluida en la selección anual de 25 películas para su conservación en el Registro Nacional de Cine de los Estados Unidos por parte de la Biblioteca del Congreso como «cultural, histórica o estéticamente significativa», siendo el primer filme del siglo XXI seleccionado para este archivo.

## Sinopsis
Decasia es un mediometraje creado a partir de la técnica del found footage, con metraje rescatado de películas mudas en su mayoría anteriores a 1920, en situación de grave deterioro. Morrison extrae de esta táctica compositiva «una carga metafísica». Los fragmentos de esos filmes, en los que el celuloide se encuentra parcial o casi totalmente destruido, se integran en una “narrativa abstracta sobre la mortalidad en todas sus manifestaciones”, en palabras del crítico Glen Kenny.
El título de la película, Decasia, es un neologismo creado a partir de la palabra inglesa «decay» (degradación, decadencia, deterioro). El inicio del filme muestra el movimiento giratorio de la danza de un derviche, imprimiendo así la idea de una transformación inexorable dentro de la aparente continuidad. Bill Morrison explicó así el proceso de creación de la cinta y su sentido: 

Al igual que nuestros propios cuerpos, este celuloide es un medio frágil y efímero que puede deteriorarse de innumerables maneras. La base de nitrocelulosa vuelve gradualmente a los elementos que la componen: algodón, ácido nítrico y alcanfor. Las imágenes se deforman y se fusionan a lo largo de la película, pareciendo derretirse, quemarse, gotear o desgarrarse de la base. Este es un fenómeno natural. Elegí sólo aquellas imágenes en las que este deterioro se había producido a lo largo del tiempo, mientras estaban almacenadas en los archivos. No hice nada para acelerar el proceso.

La música del compositor Michael Gordon, creada específicamente para esta obra cinematográfica, es una sinfonía que se caracteriza por el empleo del glissando y el clúster a partir de instrumentos desafinados, de modo que la idea de deterioro y entropía expresada por las imágenes tiene su correlato sonoro. Morrison declaró: «Sugerí que hiciéramos de la decadencia el tema de la pieza, y que la pieza se llamara Decasia. Michael llevó esto a extremos musicales que yo no podría haber soñado, escribiendo una sinfonía en decadencia, a la que acoplé estas imágenes».